# Zaosie (Wit-Rusland)

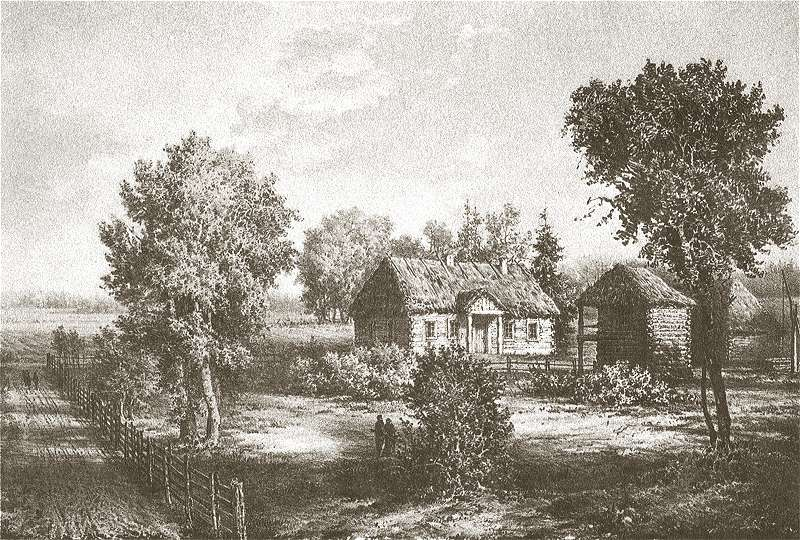
Tekening van geboorteboerderij van Adam Mickiewicz getekend door Napoleon Orda.

Zaosie (Wit-Russisch: Завоссе; Pools: Zaosie; Litouws: Zaosé; Russisch: Заосье) is een dorp in het noordelijke Baranovichy District, in de oblast Brest, in Wit-Rusland. Het plaatsje ligt op ongeveer twintig kilometer afstand van Baranavitsjy en ongeveer 130 kilometer ten zuidwesten van de hoofdstad Minsk.
De familie van de Poolse dichter Adam Mickiewicz bezat in Zaosie een boerderij en het wordt algemeen aangenomen dat Mickiewicz daar is geboren op 24 december 1798. Hoewel de registratie in het geboorteregister niet precies naar deze plek verwijst.